# Аппий Клавдий Юлиан
Аппий Клавдий Юлиан (лат. Appius Claudius Iulianus) — римский государственный деятель первой половины III века.

## Биография
Возможно, Юлиан состоял в родстве с семьей Клавдиев Пульхров, корни которой уходят во времена республики.
Между 200 и 210 годом Юлиан был консулом-суффектом. Затем, при императоре Каракалле или Гелиогабале он занимал должность проконсула провинции Африка. В 224 году Юлиан находился на посту ординарного консула. Его коллегой был Гай Бруттий Криспин. В следующем году Юлиан стал префектом Рима.
По всей видимости, его сыном был упоминаемый в «Истории Августов» консул-суффект 238 года Клавдий Юлиан, а дочерью — Клавдия Сабинилла. Юлиан был патроном города Канузий.